# Miquel Corella
Miquel Corella (València, segle xv — Milà, febrer de 1508), el nom del qual apareix en diverses formes: Miquelet Corella, Michelotto Coreglia, Michele di Corella o Micheletto da Valenza, va ser un condottiero i assassí valencià, lloctinent i sicari al servei de Cèsar Borja.

## Biografia
Fill natural del comte de Cocentaina Joan de Corella, passà a la història com «il boia del Valentino» (el botxí del Valentí), a qui va conéixer quan era estudiant en la Universitat de Pisa. Amb el temps, adquirí per ell una devoció il·limitada. El nombre d'homicidis comesos per Michelotto a les ordres de Cèsar Borja no es coneix amb exactitud, però certament, exceptuant els que li foren atribuïts a causa de la seua fama de sicari (com ara el d'Astorgi III Manfredi, senyor de Faenza, i el seu germà Joan Evangelista, ocorregut el 1502), en són molts els que se li poden atribuir directament, per bé que sobre la majoria dels casos circularen libels amb versions diferents. El primer dels seus crims de què es té notícia fou la mort del duc de Bisceglie Alfons d'Aragó i Gazzella, fill il·legítim d'Alfons II de Nàpols i segon marit de Lucrècia Borja, que probablement s'havia convertit en un obstacle per a la política matrimonial del papa Alexandre VI.
Corella seguí a Borja en la campanya de conquista de la Romanya, participant com a lloctinent seu en la presa de diverses ciutats, entre les quals Faenza i Piombino. Participà en l'enfrontament de Fossombrone contra la «Lega dei condottieri», després de la defecció dels capitans de Cèsar (conjura de Magione), i en l'ocupació de Camerino (aquí degollà a Giulio Cesare da Varano, senyor de la ciutat, i després el seu fill Venanzio) i Urbino. Cèsar, en constituir un estat autònom, desitjava Cesena per capital i per un breu període sojornà amb l'inseparable Michelotto en la Rocca Malatestiana.
És cèlebre l'assassinat de Vitellozzo Vitelli i Oliverotto da Fermo, exaliats de Borja, els quals estrangulà simultàniament amb una corda de violí a Senigallia el 31 de desembre de 1502 (matança de Senigallia). El mateix va fer amb Paolo i Francesco Orsini el 18 de gener següent, estrangulant el primer i ofegant el segon. Pels seus mèrits, obtingué de Cèsar la senyoria de Montegridolfo, al ducat de la Romanya (1501-1503), i el pare d'aquest, Alexandre VI, li confià la guarda del tribunal de la Corte Savella.
Després de la mort del pontífex, la detenció de Cèsar i la seua captura el 1503 prop de Castiglion Fiorentino, quan intentava infructuosament passar a la República florentina, Corella fou empresonat de primer a Florència, i després a Roma, on, per voluntat del nou papa Juli II, fou sotmés a diversos interrogatoris i a un procés pels nombrosos crims comesos. Amb tot, es refusà a revelar els molts secrets que sabia dels Borja, i encara aconseguí fugir de Roma.
En favor seu intervingué Maquiavel, que bregà perquè obtingués un càrrec a Florència, i aconseguí que l'assolís l'1 d'abril de 1506 amb l'aprovació del Consell dels Vuitanta. Va ser alliberat el 1506 i va obtenir el nomenament de bargello (capità militar encarregat de mantenir l'ordre en temps de revolta). Ocupà aquest càrrec durant dos anys, fins al 1507, quan fou nomenat «capità de la guàrdia del camp i el districte de Florència», havent de dirigir un cos de policia format per trenta ballesters a cavall i cinquanta aprovisionats. No obstant això, va ser acomiadat d'aquesta funció ja a l'octubre, a causa de desacords amb la República florentina.
Fou assassinat a Milà al febrer de 1508, quan eixia de la casa del cardenal Georges I d'Amboise (ja protector de Cèsar), per uns desconeguts; el mòbil no va ser la rapinya, perquè la bossa i la preciosa espasa de Miquel eren al seu lloc, i mai no s'ha identificat qui va donar l'ordre de cometre tal delicte. El seu cos fou soterrat en una fossa comuna del cementeri dels estrangers, extramurs de Milà.

## Personatge de ficció
Miquel Corella ha estat incorporat com a personatge rellevant en obres literàries, en pel·lícules de gènere històric, en videojocs de ficció històrica i en altres productes de la cultura de masses. Alguns exemples:
Literatura
- Les Borgia, d'Alexandre Dumas.
- O César o nada, de Manuel Vázquez Montalbán, Barcelona: Planeta, 1998.

Televisió
- The Borgias, sèrie de televisió de la BBC, en què el seu paper és interpretat per Maurice O'Connell.
- The Borgias, sèrie de televisió de Showtime creada per Neil Jordan (2011), en què Sean Harris interpreta el seu paper.
- Borgia, sèrie de televisió creada per Tom Fontana, en què el seu paper és interpretat per Petr Vanek.
- A la pel·lícula Bride of Vengeance (1949), el personatge de Michelotto és interpretat per Raymond Burr.

Altres
- Chēzare Hakai no Sōzō-sha (Cesare, the Destroyer Creator), sèrie de manga de Fuyumi Sōryō, en què Miquel Corella és un dels personatges principals.
- Assassin's Creed: Brotherhood, videojoc on figura com a protagonista.